# アグスティン・セハス
アグスティン・マリオ・セハス（スペイン語: Agustín Mario Cejas、1945年3月22日 - 2015年8月14日）は、アルゼンチンの元サッカー選手。元アルゼンチン代表。ポジションはGK。

## クラブ歴
1959年、13歳の時にラシン・クラブの下部組織に加入。1962年に17歳でトップチームデビューを記録した。1966年にプリメーラ・ディビシオン優勝、翌年にコパ・リベルタドーレスを制覇、インターコンチネンタルカップでもセルティックFCを下し世界王者となった際のゴールを守っていた。
1970年にサントスFCに移籍。1973年にはボーラ・ジ・オーロに輝いた。
1975年にCAウラカン、翌年にグレミオFBPAに所属した。
その後は再びラシン・クラブに所属し、1980年まで在籍、合計334試合の出場は1995年にグスタボ・コスタスに抜かれるまでクラブ記録であった。
1981年にCAリーベル・プレートに移籍、同年に引退した。

## 代表歴
1964年、18歳にして東京オリンピックに出場した。その後、1969年から1970年にかけて代表として出場を重ねた。

## 引退後
2015年8月14日、アルツハイマー症のために死去した。